# Anna Berggren
Anna Maria Berggren, född Ising 27 augusti 1929 i Stockholm, är en svensk läkare. Hon är dotter till professor Gustaf Ising och hans hustru Aina, född Schoug. Anna Berggren var gift med Bengt Berggren från år 1960 till hans död 1997.
Efter studentexamen i Djursholm 1948 blev Berggren medicine kandidat 1951 och medicine licentiat i Stockholm 1956. Hon var vikarierande underläkare på psykiatriska kliniken vid Södersjukhuset 1957–1959, vid Beckomberga sjukhus 1959–1960, förste underläkare där från 1960. Hon var överläkare på geropsykiatriska avdelningen vid Ängelholms sjukhus från 1976. Därefter var hon från 1982 överläkare med särskilt ansvar för geropsykiatrisk verksamhet vid Södermalms sektorklinik i Stockholm.
Vid Socialstyrelsen var hon från 1983 föredragande i allmän psykiatri.

## Filmmedverkan
- 1970 – Mera ur Kärlekens språk